# Нож у леђа 3
Нож у леђа 3 (енгл. Wake Up Dead Man: A Knives Out Mystery) предстојећа је америчка филмска мистерија из 2025. године у режији и по сценарију Рајана Џонсона. Самостални је наставак филма Нож у леђа: Стаклени лук (2022) и треће је остварење у филмском серијалу Нож у леђа, у коме главну улогу тумачи Данијел Крејг као детектив Беноа Блан. Остале улоге у филму тумаче Џош О’Конор, Глен Клоус, Џош Бролин, Мила Кунис, Џереми Ренер, Кери Вошингтон, Ендру Скот, Кејли Спејни, Дарил Макормак и Томас Хејден Черч.
Филм ће изаћи 2025. година на стриминг платформи Netflix.

## Улоге
| Глумац            | Улога      |
| ----------------- | ---------- |
| Данијел Крејг     | Беноа Блан |
| Џош О’Конор       |            |
| Кејли Спејни      |            |
| Глен Клоус        |            |
| Мила Кунис        |            |
| Џереми Ренер      |            |
| Кери Вошингтон    |            |
| Ендру Скот        |            |
| Дарил Макормак    |            |
| Џош Бролин        |            |
| Томас Хејден Черч |            |